# Paraclytus apicicornis
Paraclytus apicicornis är en skalbaggsart som först beskrevs av J. Linsley Gressitt 1937.  Paraclytus apicicornis ingår i släktet Paraclytus och familjen långhorningar. Inga underarter finns listade i Catalogue of Life.